# Looking for Freedom
Looking for Freedom släpptes den 21 juni 1989 och är ett studioalbum av David Hasselhoff. Låten med samma namn finns i detta album.

## Låtlista
1. Is Everybody Happy
2. Lonely is the Night
3. Je T'Aime Means I Love You
4. Sheltered Heart
5. Torero - Te Quiero
6. Yesterday's Love
7. Looking for Freedom
8. Flying on the Wings of Tenderness
9. Lady
10. Song of the Night
11. Avignon
12. After Manana Mi Ciello
13. Amore Amore (Elisabeth)